# Caproni Ca.97
Le Caproni Ca.97 était un avion de ligne civil italien conçu et construit par la société Caproni. Cet avion a aussi été utilisé par l'aviation militaire italienne en version bi- et trimoteur.
Cet avion a remporté un grand succès auprès de l'aviation commerciale à l'époque.

## Description
Le Ca-97 est un monoplan entièrement métallique à ailes surélevées avec train fixe. Toutes les versions, mono-, bi- et trimoteurs sont construites sur la même structure de base.

## Historique
Après avoir consacré une grande partie de son activité aux productions militaires, au lendemain de la Première Guerre mondiale, Gianni Caproni décida de sonder le marché de l'aviation civile avec un nouveau modèle qui répondrait à la fois aux besoins militaires et à ceux du transport civil, le Ca.97, un monoplan à aile haute et fixe train aux lignes modernes. L'avion a volé pour la première fois en 1927.
Le prototype était en configuration trimoteurs équipé de Lorraine-Dietrich de 130 ch chacun et pouvait transporter six passagers. Une première production en série dans cette configuration a été lancée, identifiée Ca.97 C. Tr. (Trois moteurs) et destiné au transport commercial de passagers. Un second modèle de série bimoteur ne sera produit qu'en un seul exemplaire.
D'autres versions dérivées furent aussi produites comme les :
- Ca.97 Co, version coloniale monomoteur,
- Ca.97 C Mon, version monomoteur,
- Ca.97 Idro, version hydravion,
- Ca.97 Ri, version militaire de reconnaissance,
- Ca.97 M, version cargo monomoteur.

D'autres exemplaires ont été construits pour des utilisations militaires spécifiques : transport de troupes, avion école et d'entraînement, avion médical, avion de reconnaissance avec deux mitrailleuses sur les ailes et bombardier léger avec une tourelle.